# Kanalströmung

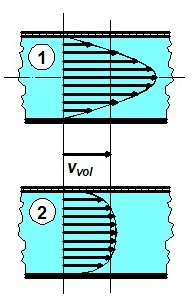
Strömungsprofil in einem Fluidkanal
1: laminar
2: turbulent

Unter einer Kanalströmung versteht man die Strömung zwischen zwei unendlich ausgedehnten ebenen Platten im Abstand {\displaystyle L}.
Ihre Reynoldszahl wird üblicherweise angegeben als:
{\displaystyle \mathrm {Re} ={\frac {{\overline {u}}_{cl}\cdot L}{\nu }}}
mit
- der Kanalmittengeschwindigkeit {\displaystyle {\overline {u}}_{cl}} und
- der kinematischen Viskosität {\displaystyle \nu }.

Im laminaren Fall ({\displaystyle \mathrm {Re} <2300}) bildet sich ein parabelförmiges Profil aus. Für höhere Reynoldszahlen ({\displaystyle \mathrm {Re} >2300}) geht die Strömung in eine turbulente Kanalströmung über, wobei das mittlere Strömungsprofil kastenförmiger wird. Der Strömungswiderstand nimmt dann gegenüber dem laminaren Fall zu, da die hinzutretenden turbulenten Schubspannungen für größeren Impulstransport in lateraler Richtung (im Folgenden: „y-Richtung“) sorgen. 
Die Wandschubspannung gibt die Kraft pro Fläche an, mit der die Platten gehalten werden müssen:
{\displaystyle \tau _{\text{wand}}=\eta \cdot {\frac {\partial u(y)}{\partial y}}}
mit
- der dynamischen Viskosität {\displaystyle \eta }.

Üblicherweise bezieht man alle Größen in der Nähe der Wand (rms-Werte, Wandabstände) auf die Wandschubspannungsgeschwindigkeit:
{\displaystyle u_{\tau }={\sqrt {\nu \cdot {\frac {\partial u(y)}{\partial y}}}}}.
Dieses Einheitensystem wird als „+-Einheiten“ (sprich: Pluseinheiten) bezeichnet. Bei der voll ausgebildeten turbulenten Kanalströmung findet z. B. die maximale Turbulenzproduktion bei {\displaystyle y^{+}=12} statt.
Möchte man das Strömungsprofil in einem Kanal berechnen, so kann man das universelle Wandgesetz für die voll ausgebildete turbulente Kanalströmung benutzen, um z. B. die Wandreibung zu berechnen.